# Guéorgui Zatsépine
Guéorgui Timofeïevitch Zatsépine (russe : Гео́ргий Тимофе́евич Заце́пин, né le 15 mai 1917 à Moscou – mort le 8 mars 2010) est un astrophysicien soviético/russe reconnu pour ses travaux sur la physique des rayons cosmiques et des neutrinos.

## Biographie

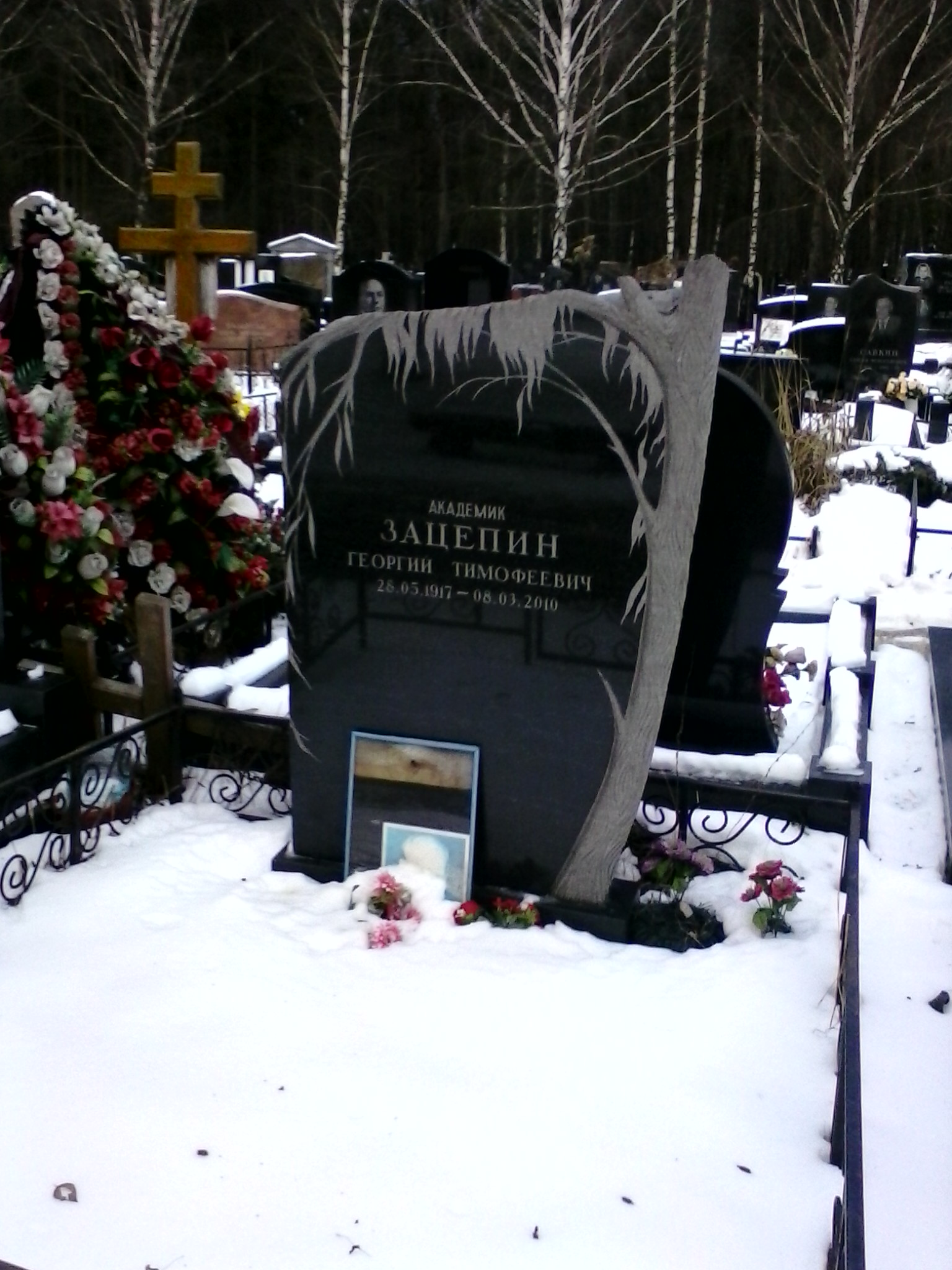
Vue de la sépulture.

Zatsépine obtient un diplôme de la faculté de physique de l'université d'État de Moscou en 1941. Il travaille trois ans dans une industrie d'aéronautique à Moscou et Irkoutsk. En 1950, il devient candidat ès sciences en défendant la thèse Spectre de densité des douches à air extensif. Il travaille ensuite comme assistant de recherche sénior à l'Institut de physique Lebedev. En 1951, il obtient le prix d'État d'URSS pour avoir découvert le processus de cascade nucléaire (nuclear cascade process). Il devient professeur en 1958.